# 梅園村
梅園村（うめそのむら）は、埼玉県入間郡に存在した村。
現在の越生梅林がある場所であり、これにちなむ村名とした。

## 地理
- 現在の越生町の西部に位置し、越辺川の最上流部の谷に添う村である。越生梅林（当村が在った当時の名称は「新月ヶ瀬梅林」[要出典]）の他、黒山鉱泉、黒山三滝がある。
- 山：高取山、大高取山、越上山、顔振（ごおぶり）峠、飯盛峠
- 現在の越生町津久根、上谷（かみやつ）、堂山、小杉、大満（だいま）、龍ヶ谷（たつがや）、黒山、麦原がほぼ旧村域にあたる。

## 歴史
- 1889年（明治22年）4月1日 - 町村制施行により、津久根村、上谷村、堂山村、小杉村、大満村、龍ヶ谷村、黒山村、麦原村（比企郡）の8か村が合併し、梅園村が成立。
- 1955年（昭和30年）2月11日 - 越生町に編入される。